# Бен Сагар
Бен Сагар (івр. בן שהר‎, нар. 10 серпня 1989, Холон) — ізраїльський футболіст, нападник клубу «Герта».
Вихованець «Хапоеля» (Тель-Авів), у складі якого ставав володарем Кубка Ізраїлю та віце-чемпіоном Ізраїлю. Також є основним гравцем національної збірної Ізраїлю, після дебюту в якій був наймолодшим гравцем, який коли-небудь грав в збірній Ізраїлю, поки його рекорд через рік не побив Гай Ассулін.

## Клубна кар'єра
Народився 10 серпня 1989 року в місті Холон. Вихованець футбольної школи клубу «Хапоель» (Тель-Авів).
В травні 2006 року у віці 16 років перейшов з «Хапоеля» в лондонський «Челсі» за 320 000 $. Причому під спостереження скаутів «Челсі» Саар потрапив ще після гри юнацької збірною Ізраїлю до 16 років в матчі проти однолітків з Ірландії у 2004 році.
Перший свій матч за клуб зіграв проти «Маклсфілд Таун» у Кубку Англії 6 січня 2007 року, замінивши Саломона Калу на 76-й хвилині. Чотири дні потому Сагар вийшов на заміну замість Шона Райт-Філліпса на 60-й хвилині у грі Кубка Футбольної ліги проти «Вікомб Вондерерз», що закінчилася з рахунком 1:1. Свій перший матч у Прем'єр-лізі Бен провів 13 січня 2007 року, вийшовши з лави запасних замість Ар'єна Роббена на 82-й хвилині в матчі з «Віганом». Пізніше в сезоні він ще двічі виходив на поле проти клубів «Манчестер Юнайтед» та «Евертон».
Проте закріпитися в складі «аристократів» не зумів і з 2007 по 2009 рік грав на правах оренди у складі клубів «Квінз Парк Рейнджерс», «Шеффілд Венсдей», «Портсмут» та «Де Графсхап».
Влітку 2009 року за 1 млн фунтів перейшов в іспанський «Еспаньйол», проте також основним гравцем не став і влітку 2011 року на правах оренди на сезон був відданий в рідний «Хапоель» (Тель-Авів), з яким став володарем Кубка Ізраїлю та віце-чемпіоном країни.
Протягом сезону 2011/12 на правах оренди виступав за французький «Осер», з яким зайняв останнє, двадцяте, місце в Лізі 1.
19 липня 2012 року Бен Сагар на правах вільного агента перейшов в клуб Другої німецької Бундесліги «Герту» (Берлін). Дебют відбувся 16 вересня, коли Бен Сагар вийшов на заміну в матчі проти «Аалена». Всього в тому сезоні встиг відіграти за берлінський клуб 18 матчів в національному чемпіонаті і забити два м'ячі, допомігши клубу зайняти перше місце і вийти в Бундеслігу.

## Виступи за збірні
2005 року дебютував у складі юнацької збірної Ізраїлю, взяв участь у 7 іграх на юнацькому рівні, відзначившись 5 забитими голами.
Протягом 2006—2008 років залучався до складу молодіжної збірної Ізраїлю, у складі якої був учасником молодіжного Євро-2007, на якому збірна програла усі три матчі у групі. Всього на молодіжному рівні зіграв у 16 офіційних матчах, забив 8 голів.
7 лютого 2007 року дебютував в офіційних матчах у складі національної збірної Ізраїлю в товариській грі проти збірної України у віці 17-и з половиною років, ставши наймолодшим гравцем, який коли-небудь грав в національній збірній Ізраїлю та наймолодшим гравцем «Челсі», який був викликаний до національної збірної. Наразі провів у формі головної команди країни 31 матч, забивши 6 голів.

## Титули і досягнення
- Володар Кубка Англії (1):

«Челсі»: 2006-07
- Володар Кубка Футбольної ліги (1):

«Челсі»: 2006-07
- Володар Кубка Ізраїлю (3):

«Хапоель» (Тель-Авів): 2010-11
«Хапоель» (Беер-Шева): 2019-20, 2023-24
- Чемпіон Ізраїлю (5):

«Хапоель» (Беер-Шева): 2015-16, 2016-17, 2017-18
«Маккабі» (Хайфа): 2021-22, 2022-23
- Володар Суперкубка Ізраїлю (3):

«Хапоель» (Беер-Шева): 2016, 2017
«Маккабі» (Хайфа): 2021
- Володар Кубка Тото (2):

«Хапоель» (Беер-Шева): 2016-17
«Маккабі» (Хайфа): 2021
- Найкращий бомбардир Чемпіонату Ізраїлю (1):

«Хапоель» (Беер-Шева): 2018-19

## Приватне життя
До приходу в «Челсі» отримав польське громадянство (його мати Батья має польське походження), яке автоматично надало йому право грати в Великій Британії, оскільки Польща — частина ЄС.
Як громадянин Ізраїлю, Сагар зобов'язаний був пройти службу в армії Ізраїлю. 2010 року Хаїм Кац висунув на розгляд Кнесету законопроєкт за яким альтернативна служба у закордонних представництвах Ізраїлю прирівнювалася б до служби в Ізраїлі (проєкт закону отримав назву — «Закон Бена Сагара»). Цей законопроєкт не було прийнято й Сагар проходив службу виступаючи за тель-авівський «Хапоель».
4 листопада 2010 року Сагар після консультацій з рабинами, змінив написання свого прізвища на івриті, помінявши першу літеру самех (ס) на сін (ש). На вимову це ніяк не впливає, оскільки обидві літери позначають звук «с».